# Кристофер Мемингер
Кристофер Мемингер (енгл. Christopher Memminger; Фајхинген ан дер Енц, 9. јануар 1803 — Флат Рок 7. март 1888) био је амерички политичар и први министар финансија Конфедерације.

## Биографија
Отац Кристофера Мемингера, Готфрид Мемингер, био војник који је погинуо у борби месец дана након рођења његовог сина. Његова мајка, Колер Еберхардина Мемингер, емигрирала је у Чарлстон, али је умрла од жуте грознице 1807. Кристофер је послат у сиротиште.
Од једанаесте године живи код угледног адвоката Томаса Бенета који му је омогућио школовање. Био је веома паметан и дипломирао је
у шеснаестој години као други у својој класи. Мемингер је постао успешан адвокат. Оженио се са Мари Вилкинсон 1832. Улази у политику и обавља послове везане за законодавство Јужне Каролине од 1836. до 1852. и 1854 до 1860. Мемингер је био велики заговорник образовања и помогао је на унапређењу школског система у Чарлстону.
Био је сматран као умерен по питању сецесије јужних држава. Али након избора Абрахама Линколна за председника САД, препознао је да би одвајање било неопходно. Мемингер је 1860. године написао Декларацију о непосредним узроцима који оправдавају сецесију Јужне Каролине из Федералне уније, наводећи разлоге за сецесију. Био је председник комисије која је израдила Устав Конфедерације, у само четири дана.
Када је Џеферсон Дејвис формирао свој први кабинет, Мемингера поставља за министра финансија 21. фебруара 1861. То је био тежак задатак, с обзиром на финансијске изазове. Мемингер је покушао да консолидује финансије Конфедерације и кроз екстремне мере подизања пореза, међутим обзиром на околности и слабо развијање привреде у земљи због ратног стања, није успео у тој намери.
Поднео је оставку 18. јула 1864. и замењује га Џорџ Треном. Вратио се у свој летњиковац у Флат Року. У послератним годинама, Мемингер се враћа у Чарлстон и добија помиловање 1866. Наставио је рад на развоју система јавног образовања у Јужној Каролини. Преминуо је 1888. и сахрањен је на гробљу Светог Јована Крститеља.
Његов лик се појављује на новчаници од 5 долара Конфедеративних Држава.